# 李可染
李可染（1907年3月26日—1989年12月5日），原名李永顺，齋號師牛堂，江蘇徐州人，中國當代畫家。以创作山水画、動物畫為主，尤其喜愛畫牛。

## 生平
李可染出生於徐州的一個農民家庭。李可染從小喜歡繪畫，13歲便從師當地畫家錢食芝學習八大山人的山水畫畫法。1923年考入上海美專師范科，1929年考入蔡元培開辦的杭州國立藝術專科學院。此時他接觸了油畫，又受林風眠、潘天壽影響，探討傳統水墨畫的革新問題。1932年舉行第一次個人畫展。其創作的《鍾馗》於1937年入選南京第二屆全國美展。
1938年抗日戰爭期間，他到武漢參加郭沫若領導的政治部三廳從事抗日宣傳工作。期間較受注意的宣傳作品如《是誰破壞了你快樂的家園！》等，多存在報紙等大量複製品，其餘牆壁上所作僅有底片留存。
1939年武漢危急，李可染輾轉經長沙、貴陽取道入重慶。1942年於重慶致力創作，參加當代畫家聯展，發表《屈原》《王羲之》《風雨歸牧》《牧童遙指杏花村》等，其中《牧童遙指杏花村》為徐悲鴻訂購。李可染在重慶居所靠近牛棚，此後有更多畫牛的主題。1943年任重慶國立藝專講師，1944年在重慶中蘇友好協會舉辦國畫個展。1946年應徐悲鴻之邀赴北平國立藝專任教，並與林風眠、方幹民、吳大羽、朱德群、趙無極、胡善余等參加重慶「獨立美展」。1949年創作寫意人物畫《街頭賣唱圖》。
1954年與張仃、羅銘一同旅行寫生。1957年與关良訪問东德並在柏林科學院舉辦畫展，兩年后又在布拉格舉辦畫展並出版畫集。1964年創作了《萬山紅遍》，將傳統的“積墨法”和自己自創的“積色法”相結合。1974年在批“黑画”运动中受到批鬥，文化大革命期間停畫6年。1979年當選為中國美協副主席，1981年任中國畫研究院院長，1985年再次當選為中國美協副主席。1989年逝世於北京西城區，遺體葬於八寶山革命公墓。

## 家庭
儿子李小可为画家、摄影师、中央文史研究馆馆员。

## 著作
- 《李可染畫論》[5]
- 《李可染論藝術》[6]

## 創作概要
李可染以山水畫聞名於藝術界，中國寫意人物畫亦有相當研究，其风格影响了颇多后来者，诸如刘大为、陈玉先、冯远等人。其山水畫代表作有《漓江勝境》與《萬山红遍》等。李喜歡畫牛，也是書法家。
以下節錄1986年所舉辦的《李可染中國畫展》之前言，李可染總結其一生創作：
|  | 我不依靠什麼天才，我是困而知之，我是一個苦學派。 假如我的作品有點成就的話，那是我深入學習傳統、深入觀察描寫對象、深入思考、深入實踐的結果。人離開大自然、離開傳統不可能有任何創造。 我常常問自己，我是在創作畫，還是在學畫、研究畫 ？結論：我是在學畫和研究畫，我現在已經70歲了。我一輩子都在學習和研究的過程中。…… |

## 作品拍卖纪录
- 2007年5月3日《萬山紅遍》在香港佳士得“中國近現代書畫”及“中國古代書畫”春季拍賣以逾三千五百萬港元高價成交，打破畫家作品最高成交價的世界紀錄。
- 2012年1月7日中國現代著名畫家李可染的紅色經典名作《革命聖地韶山》在南京經典拍賣有限公司的2011秋季藝術品拍賣會上，以6842.5萬元的高價成交
- 2012年5月12日中國現代著名畫家李可染的紅色經典名作《韶山》在中國嘉德2012春拍以1.242億元人民幣的天價成交，刷新了其作品拍賣紀錄
- 2012年6月3日中國現代著名畫家李可染的紅色經典名作《萬山紅遍》在北京保利國際拍賣有限公司2012春季拍賣會「中國近現代書畫夜場」上，以2.9億元（人民幣．下同）成交，刷新今年春拍成交紀錄，成為迄今個人畫作拍賣史上最高價的藝術品。